# 엽기적인 그녀 2
《엽기적인 그녀 2》는 2016년에 개봉한 로맨틱 코미디 영화이다. 2001년 《엽기적인 그녀》의 후속작이다.

## 캐스팅
- 차태현 : 견우 역
- 빅토리아 : 그녀 역
- 배성우 : 용섭 역
- 후지이 미나 : 유코 역
- 송옥숙 : 견우 모 역
- 송보은 : 규직 여친 역
- 김승준 : 기획팀 팀원3 역
- 권혁진
- 서해원 : 기획팀 팀원4 역
- 전운종 : 가든파티 게스트 역
- 엄지성 : 어린 견우 역
- 김근영 : 견우모 친구3 역
- 최진호 : 김 전무 역
- 정석용 : 그녀 삼촌 역
- 왕지강 : 직지트 할아버지 역 -그녀 할아버지
- 유은미 : 어린 그녀 역
- 장항준 : 극단 연출 역
- 배현경 : 규직 역
- 최종윤 : 기획팀 팀원 1 역
- 김늘메 : 가이드 1 역
- 손영순 : 중국집 할머니 역
- 곽지혜 : 견우 딸 역
- 강덕중 : 옥스퍼드팀 1 역
- 김우주 (특별출연)